# Các ngày nghỉ lễ ở Maroc
Đây là danh sách các ngày lễ ở Maroc.

## Các ngày nghỉ lễ
| Ngày                    | English Name                              | Tên địa phương             | Ghi chú                              |
| 1 tháng Muharram        | Năm mới Hồi giáo                          | Fatih Muharram             |                                      |
| 12 tháng Rabi' al-awwal | Ngày sinh Nhà tiên tri Muhammad           | Eid Al Mawled              |                                      |
| 1 tháng Shawwal         | Eid al-Fitr                               | Eid Sghir                  |                                      |
| 10 tháng Dhu al-Hijjah  | Eid al-Adha                               | Eid Kbir                   |                                      |
| 1 tháng 1               | Tết Dương lịch                            | Ras l' âm                  |                                      |
| 11 tháng 1              | Ngày Tuyên ngôn Độc lập                   | Takdim watikat al-istiqlal |                                      |
| 1 tháng 5               | Lễ Lao động                               | Eid Ash-Shughl             |                                      |
| 30 tháng 7              | Ngày Lên ngôi                             | Eid Al-Ârch                |                                      |
| 14 tháng 8              | Lễ Oued Ed-Dahab                          | Zikra Oued Ed-Dahab        |                                      |
| 20 tháng 8              | Ngày Cách mạng của Quốc vương và Nhân dân | Thawrat al malik wa shâab  |                                      |
| 21 tháng 8              | Ngày Thanh niên                           | Eid Al Chabab              | Sinh nhật của Quốc vương Mohammed VI |
| 6 tháng 11              | Hành quân Xanh                            | Eid Al Massira Al Khadra   |                                      |
| 18 tháng 11             | Ngày Độc lập                              | Eid Al Istiqulal           | Ngày Quốc vương Mohammed trở về nước |
| 25 tháng 12             | Lễ Giáng sinh                             | Eid Almalid                |                                      |